# Los Camichines
Los Camichines är en ort i Mexiko.   Den ligger i kommunen San Gabriel och delstaten Jalisco, i den södra delen av landet, 500 km väster om huvudstaden Mexico City. Los Camichines ligger 1 385 meter över havet och antalet invånare är 106.
Terrängen runt Los Camichines är lite bergig, och sluttar västerut. Runt Los Camichines är det ganska glesbefolkat, med 23 invånare per kvadratkilometer. Närmaste större samhälle är Alista, 4,8 km söder om Los Camichines. Trakten runt Los Camichines består till största delen av jordbruksmark.